# مادونا ديل كارديلينو (لوحة)
مادونا ديل كارديلينو هي لوحة لفنان عصر النهضة الإيطالية رافائيل، من 1505-1506. تمت عملية إعادة ترميم للوحة في عام 2008، واستغرقت هذه العملية 10 سنوات، وبعد ذلك تم إرجاع اللوحة إلى معرض أفيزي في فلورنسا. أثناء الترميم، استبدلت نسخة قديمة للوحة في المعرض.

## الرسام
يعتبر رافائيل «سيدًا» في عصر النهضة العالية، وهو اللقب الذي تشارَكه مع ميكيلانجيلو، وليوناردو دا فينشي. ولد عام 1483 وتوفي عام 1520 وعاش فقط 37 سنة. على الرغم من عمره القصير نسبيًا ،إلا أنه ترك مجموعة من الأعمال. يوجد العديد من أعماله في قصر الفاتيكان، ومن أشهر أعماله مدرسة أثينا في غرف رفائيل في الفاتيكان